# Oscarsgalan 1968
Oscarsgalan 1968 som hölls 10 april 1968 var den 40:e upplagan av Oscarsgalan där det prestigefyllda amerikanska filmpriset Oscar delades ut till filmer som kom ut under 1967.

## Priskategorier

### Bästa film
Vinnare:
I nattens hetta - Walter Mirisch
Övriga nominerade:
Bonnie och Clyde - Warren Beatty
Dr. Dolittle - Arthur P. Jacobs
Mandomsprovet - Lawrence Turman
Gissa vem som kommer på middag - Stanley Kramer

### Bästa manliga huvudroll
Vinnare:
I nattens hetta - Rod Steiger
Övriga nominerade:
Bonnie och Clyde - Warren Beatty
Mandomsprovet - Dustin Hoffman
Rebell i bojor - Paul Newman
Gissa vem som kommer på middag - Spencer Tracy (postum)

### Bästa kvinnliga huvudroll
Vinnare:
Gissa vem som kommer på middag - Katharine Hepburn (närvarade inte vid ceremonin)
Övriga nominerade:
Mandomsprovet - Anne Bancroft
Bonnie och Clyde - Faye Dunaway
Rösterna - Edith Evans
Nattens ögon - Audrey Hepburn

### Bästa manliga biroll
Vinnare:
Rebell i bojor - George Kennedy
Övriga nominerade:
12 fördömda män - John Cassavetes
Bonnie och Clyde - Gene Hackman
Gissa vem som kommer på middag - Cecil Kellaway
Bonnie och Clyde - Michael J. Pollard

### Bästa kvinnliga biroll
Vinnare:
Bonnie och Clyde - Estelle Parsons
Övriga nominerade:
Moderna Millie - Carol Channing
Barfota i parken - Mildred Natwick
Gissa vem som kommer på middag - Beah Richards
Mandomsprovet - Katharine Ross

### Bästa regi
Vinnare:
Mandomsprovet - Mike Nichols
Övriga nominerade:
Med kallt blod - Richard Brooks
I nattens hetta - Norman Jewison
Gissa vem som kommer på middag - Stanley Kramer
Bonnie och Clyde - Arthur Penn

### Bästa originalmanus
Vinnare:
Gissa vem som kommer på middag - William Rose
Övriga nominerade:
Bonnie och Clyde - David Newman, Robert Benton
Divorce American Style - Robert Kaufman (berättelse), Norman Lear (manus)
Kriget är slut - Jorge Semprún
Två på väg - Frederic Raphael

### Bästa manus efter förlaga
Vinnare:
I nattens hetta - Stirling Silliphant
Övriga nominerade:
Rebell i bojor - Donn Pearce, Frank Pierson
Mandomsprovet - Calder Willingham, Buck Henry
Med kallt blod - Richard Brooks
Ulysses - Joseph Strick, Fred Haines

### Bästa foto
Vinnare:
Bonnie och Clyde - Burnett Guffey
Övriga nominerade:
Camelot - Richard H. Kline
Dr. Dolittle - Robert Surtees
Mandomsprovet - Robert Surtees
Med kallt blod - Conrad L. Hall

### Bästa scenografi
Vinnare:
Camelot - John Truscott, Edward Carrere, John Brown
Övriga nominerade:
Dr. Dolittle - Mario Chiari, Jack Martin Smith, Ed Graves, Walter M. Scott, Stuart A. Reiss
Gissa vem som kommer på middag - Robert Clatworthy, Frank Tuttle
Så tuktas en argbigga - Lorenzo Mongiardino, John DeCuir, Elven Webb, Giuseppe Mariani, Dario Simoni, Luigi Gervasi
Moderna Millie - Alexander Golitzen, George C. Webb, Howard Bristol

### Bästa kostym
Vinnare:
Camelot - John Truscott
Övriga nominerade:
Bonnie och Clyde - Theadora Van Runkle
The Happiest Millionaire - Bill Thomas
Så tuktas en argbigga - Irene Sharaff, Danilo Donati
Moderna Millie - Jean Louis

### Bästa ljud
Vinnare:
I nattens hetta -  (Samuel Goldwyn SSD)
Övriga nominerade:
Camelot -  (Warner Bros.-Seven Arts SSD)
12 fördömda män -  (M-G-M SSD)
Dr. Dolittle -  (20th Century-Fox SSD)
Moderna Millie -  (Universal City SSD)

### Bästa klippning
Vinnare:
I nattens hetta - Hal Ashby
Övriga nominerade:
Blodröd strand - Frank P. Keller
12 fördömda män - Michael Luciano
Dr. Dolittle - Samuel E. Beetley, Marjorie Fowler
Gissa vem som kommer på middag - Robert C. Jones

### Bästa specialeffekter
Vinnare:
Dr. Dolittle - L.B. Abbott
Övriga nominerade:
Slaget om Tobruk - Howard A. Anderson, Albert Whitlock

### Bästa ljudeffekter
Vinnare:
12 fördömda män - John Poyner
Övriga nominerade:
I nattens hetta - James Richard

### Bästa sång
Vinnare:
Dr. Dolittle - Leslie Bricusse för "Talk to the Animals". (närvarade inte vid ceremonin)
Övriga nominerade:
Djungelboken - Terry Gilkyson för "The Bare Necessities".
Banning - Quincy Jones (musik), Bob Russell (text) för "The Eyes of Love".
Casino Royale - Burt Bacharach (musik), Hal David (text) för "The Look of Love".
Moderna Millie - Jimmy Van Heusen, Sammy Cahn för "Thoroughly Modern Millie".

### Bästa filmmusik
Vinnare:
Moderna Millie - Elmer Bernstein
Övriga nominerade:
Rebell i bojor - Lalo Schifrin
Dr. Dolittle - Leslie Bricusse
Fjärran från vimlets yra - Richard Rodney Bennett
Med kallt blod - Quincy Jones

### Bästa originalmusik
Vinnare:
Camelot - Alfred Newman, Ken Darby
Övriga nominerade:
Dr. Dolittle - Lionel Newman, Alexander Courage
Gissa vem som kommer på middag - Frank De Vol
Moderna Millie - André Previn, Joseph Gershenson
Dockornas dal - John Williams

### Bästa kortfilm
Vinnare:
A Place to Stand - Christopher Chapman
Övriga nominerade:
Paddle to the Sea - Julian Biggs
Sky Over Holland - John Fernhout
Stop Look and Listen - Len Janson, Chuck Menville

### Bästa animerade kortfilm
Vinnare:
The Box - Fred Wolf
Övriga nominerade:
Hypothèse Beta - Jean-Charles Meunier
What on Earth! - Robert Verrall, Wolf Koenig

### Bästa dokumentära kortfilm
Vinnare:
The Redwoods - Mark Harris, Trevor Greenwood
Övriga nominerade:
Monument to the Dream - Charles Guggenheim
A Place to Stand - Christopher Chapman
See You at the Pillar - Robert Fitchet
While I Run This Race - Carl V. Ragsdale

### Bästa dokumentärfilm
Vinnare:
La section Anderson - Pierre Schoendoerffer
Övriga nominerade:
Festival - Murray Lerner
Harvest - Carroll Ballard
A King's Story - Jack Levin
A Time for Burning - Bill Jersey

### Bästa utländska film
Vinnare:
Låt tågen gå (Tjeckoslovakien)
Övriga nominerade:
El amor brujo (Spanien)
Skupljaci perja (Jugoslavien)
Leva för att leva (Frankrike)
Chieko-sho (Japan)

### Heders-Oscar
Arthur Freed

### Irving G. Thalberg Memorial Award
Alfred Hitchcock

### Jean Hersholt Humanitarian Award
Gregory Peck